# Нигер на Светском првенству у атлетици на отвореном 2022.
Нигер је учествовао на 18. Светском првенству у атлетици на отвореном 2022. одржаном у Јуџину  од 15. до 25. јула дванаести пут. Репрезентацију Нигера представљала је 1 такмичарка која се такмичила у 2 дисциплине.,
На овом првенству такмичарка Нигера није освојила ниједну медаљу али је оборила 1 национални и 1 лични рекорд.
У табели успешности према броју и пласману такмичара који су учествовали у финалним такмичењима (првих 8 такмичара) Нигер је са 1 учесницом у финалу делила 54. место са 5 бодова.
| Пл.  | Земља | 1. место | 2. место | 3. место | 4. место | 5. место | 6. место | 7. место | 8. место | Бр. фин. | Бод. |
| ---- | ----- | -------- | -------- | -------- | -------- | -------- | -------- | -------- | -------- | -------- | ---- |
| =54. | Нигер | 0        | 0        | 0        | 1        | 0        | 0        | 0        | 0        | 1        | 5    |

## Учесници
Жене:
- Аминатоу Сејни — 100 м, 200 м

## Резултати

### Жене
| Атлетичарка    | Дисциплина | Лични рекорд | Квалификације    | Квалификације | Полуфинале | Полуфинале | Финале                | Финале      | Детаљи |
| Атлетичарка    | Дисциплина | Лични рекорд | Резултат         | Место         | Резултат   | Место      | Резултат              | Место       | Детаљи |
| -------------- | ---------- | ------------ | ---------------- | ------------- | ---------- | ---------- | --------------------- | ----------- | ------ |
| Аминатоу Сејни | 100 м      | 11,07 НР     | 11,09 (.081) КВ  | 3. у гр. 5    | 11,21      | 5. у гр. 1 | Није се квалификовала | 17 / 49     |        |
| Аминатоу Сејни | 200 м      | 22,21 НР     | 21,98 КВ, НР, ЛР | 1. у гр. 3    | 22,04 КВ   | 2. у гр. 1 | 22,12                 | 4 / 44 (45) |        |